# Bannur
Bannur es un municipio de la India situado en el distrito de Mysore, en el estado de Karnataka. Según el censo de 2011, tiene una población de 21 896 habitantes.